# Эгнатия

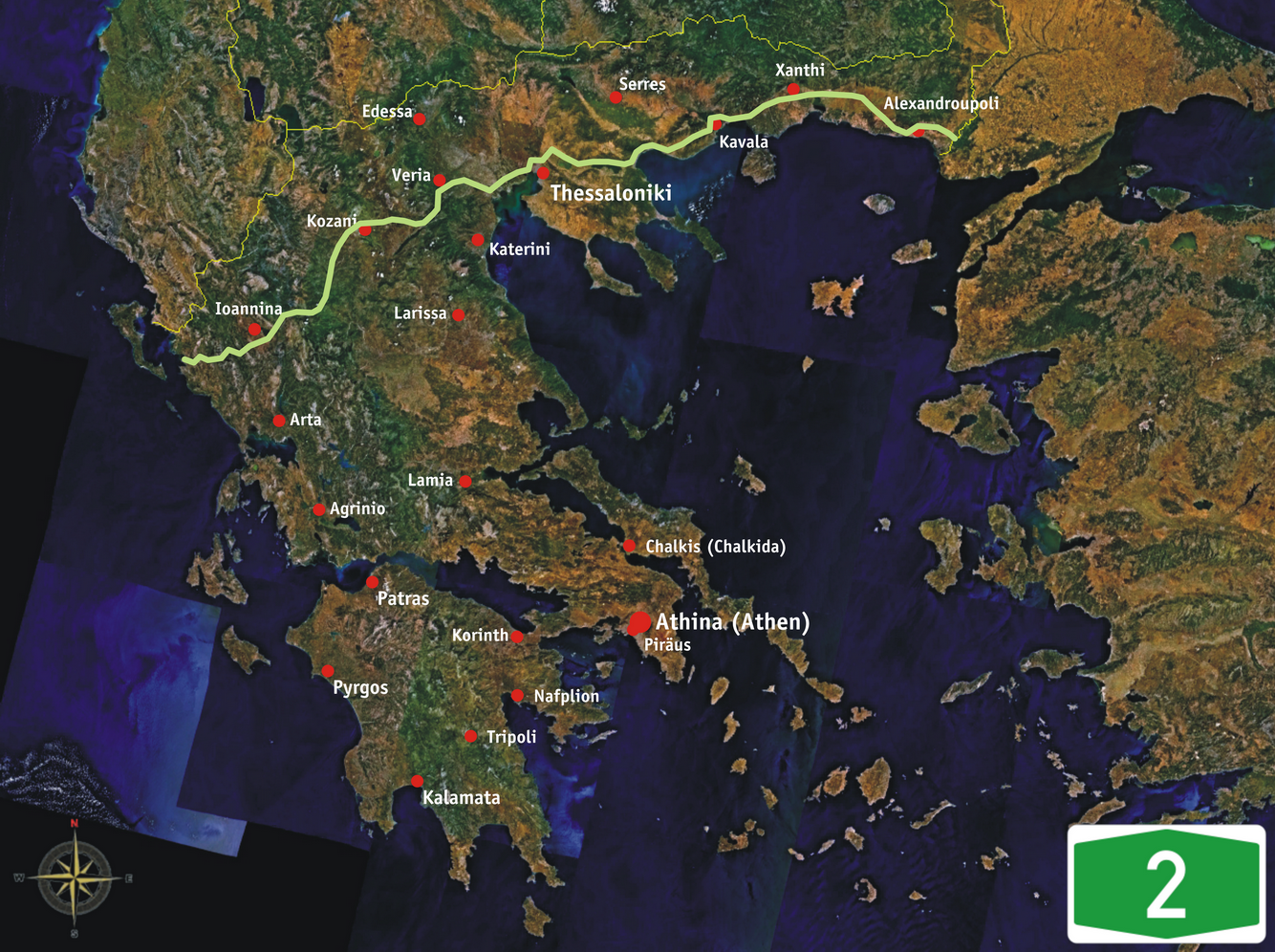
Современная автодорога «Эгнатия»

«Эгнати́я» (греч. Εγνατία Οδός) — современная автострада в Греции, длиной 670 км и шириной 24,5 м — является греческой частью европейского маршрута E90. Начинается в городе Игуменица, пересекает всю северную Грецию и заканчивается в номе Эврос, у греко-турецкой границы.
Кроме того она имеет съезды к границам Албании, Македонии, Болгарии и Турции, а также связана с 4 портами и 6 аэропортами.

## География

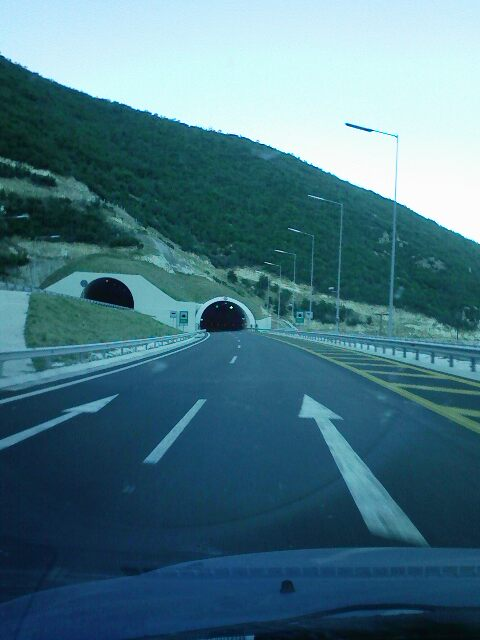
Туннели, соединяющие Центральную и Западную Македонию, близ села Кастанья

Маршрут проходит через горные районы Эпир и Македонию, пересекает горы Пинд и Вермион, которые создали огромные сложности в решении инженерных задач. После завершения[когда?], дорога будет включать 76 туннелей (с общей длиной 99 км) и 1650 мостов. Трасса является закрытым шоссе, оснащённым современными электронными средствами наблюдения и контроля, например, системой SCADA для освещения и вентиляции туннеля.

## Эгнатиева дорога
Современная автодорога «Эгнатия» пролегает примерно по тому же маршруту, что и древняя Эгнатиева дорога, построенная в римский период. Она начиналась в Византии и заканчивалась в Аполлонии (на территории современной Албании). Строилась в течение 44 лет после 146 года до н. э.